# Nemesia barbara
Nemesia barbara là một loài nhện trong họ Nemesiidae.
Nemesia barbara được miêu tả năm 1846 bởi Lucas.